# Институт по история на българската емиграция в Северна Америка „Илия Гаджев“
Институтът по история на българската емиграция в Северна Америка „Илия Гаджев“ в град Гоце Делчев, България е институт с частен архив на Македонската патриотична организация.
Основан е от Иван Гаджев като Македоно-български научен институт „Св. Климент Охридски“ в Детройт, САЩ през 1976 година. През 1992 година е преименуван и преместен в България.
Съдържа над 40 000 тома, 1 млн. архивни документи, хиляди снимки и други ценни вещи от 1880 година до днес. През 2001 година, за да задоволи нуждите на Института, Гаджев построява специална сграда в центъра на град Гоце Делчев, в която премества от САЩ целия архив на Института.